# 音威子府村立音威子府中学校
音威子府村立音威子府中学校（おといねっぷそんりつおといねっぷちゅうがっこう）は、北海道中川郡音威子府村字音威子府にある村立の中学校である。

## 沿革
- 1947年（昭和22年）5月1日 - 中川郡常盤村立常盤中学校として設置される。
- 1963年（昭和38年） - 常盤村が音威子府村に改称したのに伴い、音威子府村立音威子府中学校に改称。
- 2014年（平成26年）4月1日 - 音威子府小学校との併置校となる。名称も音威子府村立音威子府小中学校に改称。

## 部活動
- 運動部
- 文化部